# Formatie van Flénu
De Formatie van Flénu is een geologische formatie uit het Carboon in de Belgische ondergrond. De formatie behoort tot de Steenkoolgroep. De steenkooladers van de Formatie van Flénu werden in het verleden commercieel afgegraven in het Kempens Bekken en de Borinage. Op andere plekken in België waar het Carboon zich aan het oppervlak of ondiep in de ondergrond bevindt is de formatie door erosie niet aanwezig.

## Lithologie en ontstaan
De Formatie van Flénu bestaat uit een cyclische afwisseling van zandsteen, siltige schalie en steenkool. De steenkoollagen in de formatie kunnen tot 5 meter dik zijn. De zandsteen kan fossiele wortelresten van planten bevatten en plantfossielen komen door de hele formatie veel voor. Al deze gesteentelagen hebben een continentale oorsprong, maar er komen enkele dunne zandige lagen voor die door de zee zijn afgezet. Ze zijn getuige van regelmatige transgressies in tijden dat de zee tijdelijk het Waalse bekken bedekte. Dergelijke transgressies zijn typisch voor het Carboon en ontstonden door eustatische veranderingen van de zeespiegel als gevolg van het afsmelten en weer aangroeien van de ijskap op de zuidpool.

## Stratigrafie
De Formatie van Flénu ligt conform over de oudere Formatie van Charleroi en wordt in het Kempens Bekken nog conform afgedekt door de jongere Formatie van Neeroeteren. Beide formaties behoren eveneens tot de Steenkoolgroep. In de Borinage vormt de Formatie van Flénu de top van het Carboon. Boven de formatie volgt de Hercynische discordantie. Als de formatie in de Borinage wordt afgedekt is dat door veel jongere lagen uit het Krijt of Tertiair.
De basis van de Formatie van Flénu wordt bij een mariene laag die de Horizont van Maurage of Aegir is genoemd. De formatie is ingedeeld in drie leden:
- Lid van Meeuwen, dat zijn basis heeft bij de Horizont van Maurage/Aegir.
- Lid van Wasmes, met als basis een kleiige aslaag die het Bed van Hermance/Hanas/Hagen wordt genoemd.
- Lid van Neerglabbeek, met de basis bij het zwak-mariene Bed van Geisina of boven de top van de steenkoollaag Nibelung.

Door datering van aslagen en gidsfossielen is de Formatie van Flénu toegeschreven aan het Westfaliaan C en de basis van het Westfaliaan D (Onder-Moscoviaan, rond de 315-312 miljoen jaar oud).